# Fernando de Araújo
Fernando de Araújo, còn được biết là Lasama (26 tháng 2 năm 1963 – 2 tháng 6 năm 2015) là chính trị gia Đông Timor, Chủ tịch Quốc hội Đông Timor từ năm 2007 đến năm 2012. Ông còn giữ chức Quyền Tổng thống trong 2 tháng năm 2008. Ông còn là Chủ tịch Đảng Dân chủ.